# Whitley (Musiker)
Whitley, eigentlicher Name Lawrence Greenwood (* 22. Oktober 1984 in Melbourne), ist ein australischer Singer-Songwriter aus Melbourne, der in London lebt.

## Karriere
Lawrence Greenwood wählte seinen Künstlernamen als Reverenz an den 2005 verstorbenen Bluessänger Chris Whitley. Sein erstes Album veröffentlichte  er 2007. Er bekam für The Submarine gute Kritiken, aber besonders als Livemusiker machte er von sich reden. Häufig waren seine Konzerte und ganze Touren ausverkauft. Er tourte auch sehr erfolgreich durch die USA und wurde vom Magazin Rolling Stone in die Top 10 Breaking Artists to Watch for 2008 aufgenommen. Lieder wie More Than Life wurden in den USA im Fernsehen gespielt, bspw. in Serien wie One Tree Hill.
Das zweite Album Go Forth, Find Mammoth brachte Whitley 2009 in die australischen Charts, außerdem bekam er dafür eine Nominierung bei den ARIA Awards. Trotzdem kam für ihn danach ein Bruch. Er hatte genug vom Touren und legte deshalb den Namen Whitley für einige Zeit ab, verließ Australien und reiste durch die Welt. Schließlich ließ er sich in London nieder. Es dauerte vier Jahre, bis sein drittes Album Even the Stars Are a Mess fertiggestellt war. Es erschien 2013 wieder unter dem Namen Whitley und konnte sich erneut in den australischen Charts platzieren.

## Diskografie
Alben
- The Submarine (2007)
- Go Forth, Find Mammoth (2009)
- Even the Stars Are a Mess (2013)

Lieder
- More Than Life
- Facades II
- Head, First, Down
- A Shot to the Stars
- The Life I Keep
- Lost in Time